# Wargli
El wargli, o teggargrent (també Twargrit, Təggəngusit), és una parla amaziga de les llengües zenetes. És parlada als oasis de Ouargla (Wargrən) i N'Goussa (Ingusa) a Algèria. En 1987 el wargli no tenia més de 10.000 parlants. Ethnologue estimava 5.000 parlants en 1995.
Hi ha algunes diferències entre els dialectes de Ouargla (Təggargrənt) i N'Goussa (Təggəngusit), en particular en la posició de pronominals clítics; dins Ouargla, hi ha petites diferències entre les tres tribus At-Brahim, At-Sisin i At-Waggin.
Els parlants de wargli consideren les varietats de Ouargla, N'Goussa, tugurt/Temacine i tumzabt/mozabit, i possiblement altres varietats zenetes, com a dialectes d'una mateixa llengua que ells anomenen twargrit. Segons Delheure (1987:355), at Wargrən fəhhəmən d awəḥdi tawsint, "els warglis comprenen el temacine molt bé."
El principal estudi gramatical és de Biarnay (1908); un esbós menys detallat és proporcionat per Basset (1893). El seu lèxic és més extensament documentat al diccionari de Delheure (1987) Els text bilingües en Biarnay i Basset estan completats més recentment pels texts sobre la vida quotidiana a Delheure (1988) i la col·lecció de contes populars de Delheure (1989); aquest últim, a diferència d'altres treballs en wargli, també inclou texts en N'Goussa.